# Leptothorax bulgaricus
Leptothorax bulgaricus är en myrart som beskrevs av Auguste-Henri Forel 1892. Leptothorax bulgaricus ingår i släktet smalmyror, och familjen myror.

## Underarter
Arten delas in i följande underarter:
- L. b. aeolius
- L. b. bulgaricus
- L. b. cypridis
- L. b. smyrnensis